# 公館漁港
公館漁港位於臺灣臺東縣綠島鄉，為農業委員會漁業署所劃定的第二類漁港，目前漁港主管機關的臺東縣政府農業處委託綠島區漁會管理維護，並且因長年無設籍船隻與極低使用率，現已不接受新船隻申請入籍該港口。

## 沿革
公館漁港最初為臺灣省政府所推動的「改善偏遠地區居民生活離島計畫案」所規劃興建，共編列新臺幣2,600萬預算，於1984年新建防波堤、碼頭、曳船道，以及20坪小型魚市場一座，供應附近小型漁筏停靠避風使用，而綠島本身主要漁業使用與交通船停靠港口則是南寮的綠島漁港為主。
2006年1月1日綠島人權公園由行政院文建會接管後，所提出之「臺東綠島人權紀念園區整體規劃期末報告書」，將公館漁港納入人權紀念園區範圍內，並建議可將公館漁港改造為浮潛訓練基地，目前白色恐怖綠島紀念園區已由後續文建會升格文化部所成立的國家人權博物館所管轄。
公館漁港自建港完成後，長年均低密度使用，夏季只有公館村當地居民會使用該港出入，並且於颱風侵襲時，會有部分船隻利用公館漁港避風，而綠島鄉主要還是以綠島漁港為主要出入港口，導致長年交通船、觀光船、漁船高密度使用，已明顯擁擠，甚至過度飽和，因此臺東縣政府農業處為舒緩塞港狀況，於2019年5月公告解禁公館漁港娛樂漁船停泊港口的限制，且不限制兼業娛樂漁業漁船於公館漁港登記的額度。
2021年11月10日臺東縣政府公告，溫泉、中寮，以及公館漁港等三座漁港合併由綠島漁港管理營運，並停止申請上述三座漁港的漁船、舢舨及漁筏新設籍、轉籍、汰建權轉入及寄港業務。

## 設施
公館漁港現有設施包含防波堤290公尺、碼頭451公尺、內泊地0.38公頃、外泊地0.76公頃，合計1.14公頃，以及曳船道一座等，而長期閒置的小魚市場已承租給娛樂船業者，作為海上遊憩設備倉庫使用。海洋委員會海巡署也在公館漁港設有公館漁港安檢所一座，轄區範圍自中寮漁港以右至溫泉漁港，2010年安檢所建物因年久失修拆除改建完成。